# Кам'янське (Камчатський край)
Кам'янське (рос. Каменское) — село у Пенжинському районі Камчатського краю Російської Федерації. Адміністративний центр району.
Населення становить 566 осіб. Входить до складу муніципального утворення село Кам'янське.

## Історія
До 1 червня 2007 року у складі Коряцького автономного округу Камчатської області, відтак у складі Камчатського краю. Згідно із законом від 2 грудня 2004 року органом місцевого самоврядування є село Кам'янське.

## Населення
| 1939 | 1959 | 1970  | 1979  | 1989  | 2002 | 2007 |
| ---- | ---- | ----- | ----- | ----- | ---- | ---- |
| 283  | ↗582 | ↗1001 | ↗1283 | ↗1369 | ↘652 | ↗678 |
| 2010 | 2012 | 2013  | 2014  | 2015  | 2016 | 2017 |
| ↘655 | ↘650 | ↘619  | ↘615  | ↘602  | ↘589 | ↘565 |
| 2018 |      |       |       |       |      |      |
| ↗566 |      |       |       |       |      |      |